# Prevenzione (medicina)
(De morbis artificum diatriba, Bernardino Ramazzini)

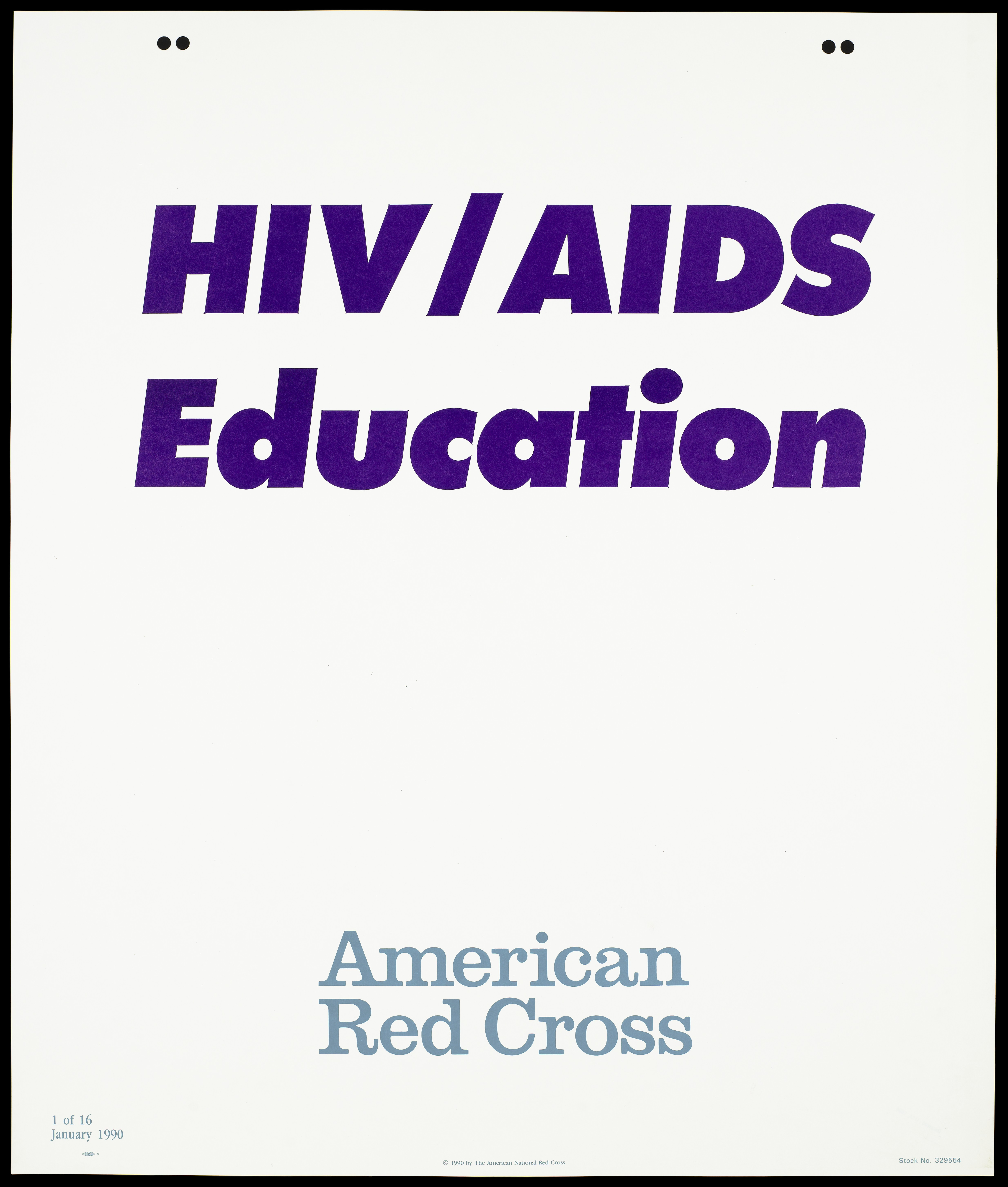
Educazione all'HIV-AIDS della Croce Rossa americana

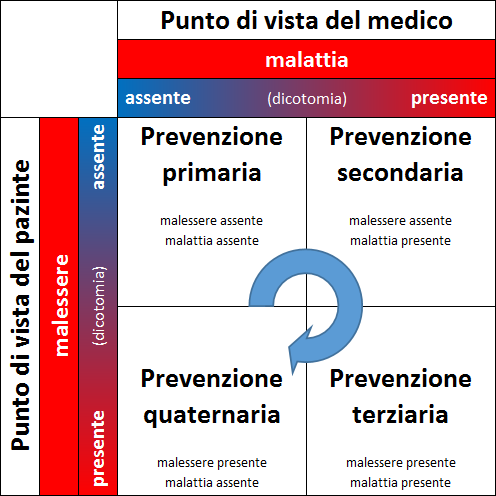
Matrice

La prevenzione è l'insieme delle azioni ed attività che mirano a ridurre la mortalità, la morbilità o gli effetti dovuti a determinati fattori di rischio o ad una certa patologia (profilassi), promuovendo la salute e il benessere individuale e collettivo (salutogenesi).
Le attività di prevenzione, essendo parte della più ampia attività di tutela della salute, sono parte delle competenze professionali tipiche delle professioni sanitarie, nei loro diversi ambiti applicativi (medico, infermieristico, ostetrico, psicologico...).

## Caratteristiche
Esistono tre livelli di prevenzione, che si riferiscono ad atti e fasi diverse:
1. Prevenzione primaria: è la forma classica e principale di prevenzione, focalizzata sull'adozione di interventi e comportamenti in grado di evitare o ridurre a monte l'insorgenza e lo sviluppo di una malattia o di un evento sfavorevole. La maggior parte delle attività di promozione della salute verso la popolazione sono misure di prevenzione primaria, in quanto mirano a ridurre i fattori di rischio da cui potrebbe derivare un aumento dell'incidenza di quella patologia. Frequentemente la prevenzione primaria si basa su azioni a livello comportamentale o psicosociale (educazione sanitaria, interventi psicologici e psicoeducativi di modifica dei comportamenti, degli atteggiamenti o delle rappresentazioni). Un esempio di prevenzione primaria è rappresentato dalle campagne antifumo promosse dai governi.
2. Prevenzione secondaria: si riferisce alla diagnosi precoce di una patologia, permettendo così di intervenire precocemente sulla stessa, ma non evitando o riducendone la comparsa. Lo strumento cardine è lo screening, che permette la precocità di intervento e aumenta le opportunità terapeutiche, migliorandone la progressione e riducendo gli effetti negativi. Un esempio di prevenzione secondaria è lo svolgimento del pap test e mammografia nella popolazione femminile sana.
3. Prevenzione terziaria: relativa non tanto alla prevenzione della malattia in sé, quanto dei suoi esiti più complessi; la prevenzione in questo caso è quella delle complicanze, delle probabilità di recidive e della morte. Con prevenzione terziaria si intende anche la gestione dei deficit e delle disabilità funzionali consequenziali ad uno stato patologico o disfunzionale.
4. Prevenzione quaternaria: è un termine ormai accettato che indica la prevenzione di forme di iper-medicalizzazione.[1][2][3]